# Ribosio
Il D-ribosio è un monosaccaride pentoso presente in ogni cellula. È una molecola indispensabile per gli esseri viventi che entra nella composizione di strutture complesse quali l'acido ribonucleico (RNA) e l'adenosintrifosfato (ATP). 

## Caratteristiche fisico-chimiche
A temperatura ambiente, il ribosio è una polvere bianca inodore. È un composto chirale; i sistemi viventi utilizzano per i loro cicli metabolici il solo enantiomero D.
In forma aperta il ribosio presenta tutti i gruppi ossidrili rivolti verso destra. Come tutti i pentosi, gli esosi e gli eptosi, che hanno un sufficiente numero di atomi per potersi chiudere ad anello, la forma aperta è in equilibrio con la forma ciclica emiacetalica, che si ottiene per reazione tra il carbonile e l'ossidrile legato al penultimo atomo di carbonio della catena. Visto che l'anello è costituito da cinque atomi (quattro di carbonio e uno di ossigeno), si dice che il D-ribosio assume forma furanosica, principalmente β-furanosica. L'anello furanosico può infatti esistere in configurazioni diverse, dette α e β, a seconda che il nuovo gruppo -OH, ottenuto dall'apertura del doppio legame carbonilico, giaccia al di sotto o al di sopra del piano medio della molecola. La forma ciclica si ottiene naturalmente per legame emiacetalico tra il carbonio 1 e il carbonio 4. Il D-ribosio ciclico è presente in forma trans (α) o in forma cis (β). La forma β è la più diffusa.
Il D-ribosio si lega ad una base azotata attraverso legame β-glicosidico, che si forma per perdita di una molecola di acqua tra il carbonio 1 e il gruppo amminico libero della base azotata (si forma così un nucleoside, che avrà nomi diversi a seconda della base azotata legata). Il D-ribosio può inoltre formare un legame esterofosforico con l'ossigeno di un residuo di acido fosforico e il suo carbonio 5 o 3. In questo caso si parla di nucleotide, composto costituito da una base azotata, un residuo di D-ribosio e da un gruppo fosfato.
L'assorbimento di D-ribosio è dell'88-100% nell'intestino tenue (fino a 200 mg / kg / h).